# Agrotis extersa
Agrotis extersa är en fjärilsart som beskrevs av Slastschevsky 1911. Agrotis extersa ingår i släktet Agrotis och familjen nattflyn. Inga underarter finns listade i Catalogue of Life.